# Dichrooscytus vittatus
Dichrooscytus vittatus är en insektsart som beskrevs av Van Duzee 1921. Dichrooscytus vittatus ingår i släktet Dichrooscytus och familjen ängsskinnbaggar. Inga underarter finns listade i Catalogue of Life.